# Estatua colosal del rey Micerino

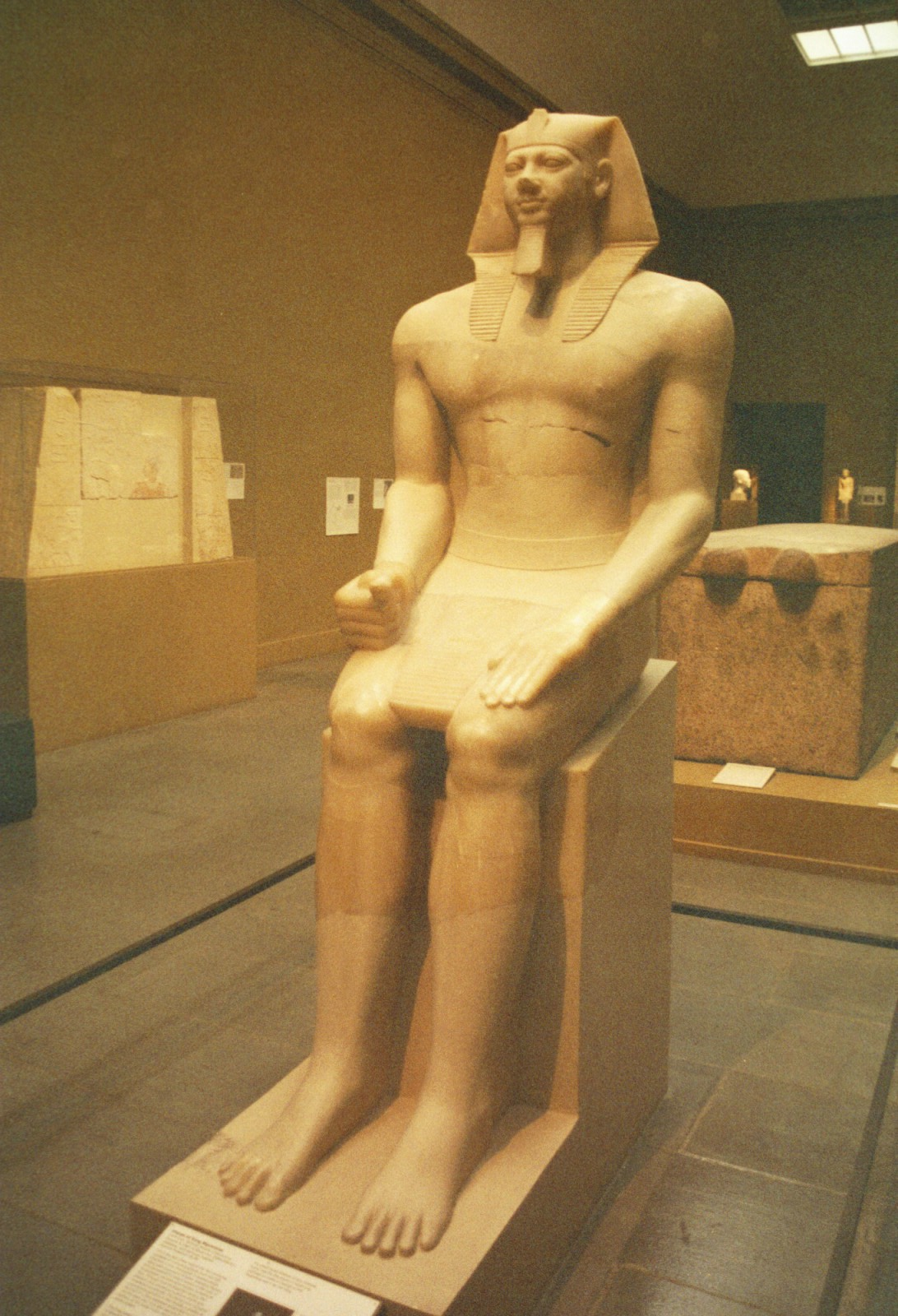
Imagen de la estatua de Micerino en el Museo de Bellas Artes (Boston).

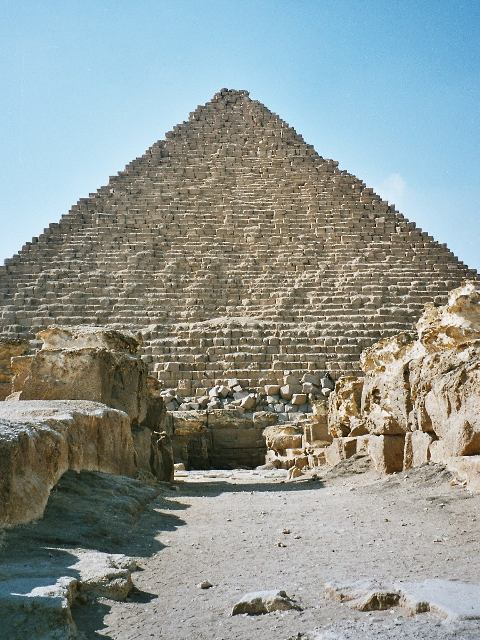
Restos de la pirámide y el templo de Micerino, en Guiza.

La Estatua colosal del rey Micerino (nombre helénico) o Menkaura (egipcio) fue tallada por los escultores del Imperio Antiguo de Egipto, durante la Dinastía IV de Egipto.

## Hallazgo e historia
La estatua fue hallada en el año 1909, durante las excavaciones llevadas a cabo por miembros de la Universidad de Harvard, en el templo de la Pirámide de Micerino, cercano a la localidad egipcia de Guiza y representa a Micerino, hijo de Kefrén y nieto de Keops, faraón perteneciente a la dinastía IV, del Imperio Antiguo de Egipto que se cree reinó entre los años 2514 a. C. - 2486 a. C.

## Conservación
- La figura se exhibe de forma permanente en el Museo de Bellas Artes (Boston), después de su asignación por parte del gobierno de Egipto en el año 1909.

## Características
- Estilo: arte egipcio.
- Material: Travertino (alabastro egipcio).
- Medidas: 243,8 x 115,6 x 83,8 centímetros.